# نادي بالميراس
جمعية بالميراس الرياضية (بالبرتغالية: Sociedade Esportiva Palmeiras) هي نادِ كرة قدم برازيلي يقع في مدينة ساو باولو وتأسس عام 1914، يعد أحد أهم الأندية في البرازيل وأكثرها نجاحاً وجماهيرية، فاز بلقب الدوري البرازيلي 12 مرة كأكثر نادٍ يحرز اللقب في البرازيل، إضافةً إلى كوبا ليبرتادوريس عامي 1999 و 2020 و 2021 ، لعب للنادي العديد من نجوم المنتخب البرازيلي مثل قائد المنتخب البرازيلي في كأس العالم 2002 كافو وادميلسون ومولر وريفالدو وروبرتو كارلوس وروماريو.

## المشاركة في كأس العالم للأندية[2]
2020: المركز الرابع
2021: المركز الثاني (الميدالية الفضية)

## أعلام
- أليسون سيلفا